# تاريخ زيمبابوي
حتى قرابة 2000 عام مضت، كانت زيمبابوي مأهولة بأسلاف شعب السان (البوشمن). وصل شعب البانتو إلى المنطقة، وطوروا إنتاج السيراميك فيها. ظهرت سلسلة من الإمبراطوريات التجارية، منها مملكة مابونغوبوي ومملكة زيمبابوي. في ثمانينيات القرن التاسع عشر، بدأت شركة جنوب إفريقيا البريطانية أنشطتها في المنطقة، ما أدى إلى بدء الحقبة الاستعمارية في رودسيا الجنوبية.
بعد اتفاقية لانكستر هاوس لعام 1979، كان هناك انتقال إلى حكم الأغلبية المعترف به دوليًا في عام 1980. منحت المملكة المتحدة زيمبابوي استقلالها في 18 أبريل من ذلك العام. في عام 2000، بدأ اقتصاد زيمبابوي في التدهور بسبب عوامل مختلفة، مثل العقوبات الاقتصادية المفروضة من قبل الدول الغربية بقيادة المملكة المتحدة، وانتشار الفساد في الحكومة. تسبب عدم الاستقرار الاقتصادي في هجرة العديد من الزيمبابويين. عُرفت الأمة بعدة أسماء قبل استقلالها المعترف به تحت اسم زيمبابوي في عام 1980، إذ سُميت رودسيا ورودسيا الجنوبية وزيمبابوي رودسيا.

## الاستقلال وثمانينيات القرن المنصرم
حصلت البلاد على استقلالها الرسمي باسم زيمبابوي في 18 أبريل 1980. أقامت الحكومة احتفالات الاستقلال في ملعب روفارو في سالزبوري العاصمة. شاهد اللورد كريستوفر سومز، وهو آخر حاكم لرودسيا الجنوبية، تشارلز، أمير ويلز وهو يلقي تحية الوداع وعزف فيلق الإشارة الرودسية نشيد «فليحفظ الله الملك». حضر أيضًا العديد من الشخصيات الأجنبية البارزة، منها رئيسة الوزراء الهندية إنديرا غاندي، والرئيس النيجيري شيهو شاغاري، والرئيس الزامبي كينيث كاوندا، ورئيس بوتسوانا سيريتسي خاما، ورئيس الوزراء الأسترالي مالكولم فريزر، ممثلًا دول الكومنولث. غنى بوب مارلي أغنية «زيمبابوي»، وهي أغنية كتبها بنفسه، بدعوة من الحكومة في حفل موسيقي ضمن احتفالات الاستقلال في البلاد.
تعهد الرئيس شاغري في الاحتفال بتقديم 15 مليون دولار لتدريب الزيمبابويين في البلاد والمغتربين منهم في نيجيريا. استخدمت حكومة موغابي جزءًا من الأموال لشراء شركات صحفية مملوكة من قبل جنوب إفريقيا، ما زاد سيطرة الحكومة على وسائل الإعلام. خُصص الباقي لتدريب الطلاب في الجامعات النيجيرية، والعاملين الحكوميين في كلية الموظفين الإداريين في نيجيريا في باداجري، والجنود في أكاديمية الدفاع النيجيرية في كادونا. في وقت لاحق من ذلك العام، كلف موغابي بي بي سي بإعداد تقرير عن حرية الصحافة في زيمبابوي. أصدرت هيئة الإذاعة البريطانية تقريرها في 26 يونيو، وأوصت بخصخصة هيئة الإذاعة في زيمبابوي واستقلالها عن المصالح السياسية.
غيرت حكومة موغابي اسم العاصمة من سالزبوري إلى هراري في 18 أبريل 1982 احتفالًا بالذكرى السنوية الثانية للاستقلال. أعادت الحكومة تسمية الشارع الرئيسي في العاصمة، شارع جيمسون، تكريمًا لسامورا ماشيل، رئيس الموزمبيق.
في عام 1992، أشارت دراسة للبنك الدولي إلى بناء أكثر من 500 مركز صحي منذ عام 1980. زادت نسبة الأطفال الذين تلقوا اللقاح من 25% في عام 1980 إلى 67% في عام 1988 وزاد متوسط العمر المتوقع من 55 إلى 59 عامًا. زاد الالتحاق بالمدارس بنسبة 232 في المئة بعد عام واحد من جعل التعليم الابتدائي مجانيًا، وزاد الالتحاق بالمدارس الثانوية بنسبة 33 في المئة في غضون عامين. أدت هذه السياسات الاجتماعية إلى زيادة نسبة الدين. جرى تمرير العديد من القوانين في ثمانينيات القرن الماضي في محاولة لتقليص فجوات الأجور. مع ذلك، ظلت الفجوات كبيرة. في عام 1988، أعطى القانون المرأة، من الناحية النظرية على الأقل، نفس الحقوق التي يتمتع بها الرجل. كانت نساء في السابق قادرات على اتخاذ عدد قليل من المبادرات الشخصية دون موافقة الأب أو الزوج.
نص الدستور الجديد على أن رئيس الدولة هو رئيس تنفيذي، وأن رئيس للوزراء يمثل رئيس الحكومة. شغل القس كنعان بانانا منصب الرئيس الأول. عدلت الحكومة الدستور في عام 1987 لتشمل منصب الرئيس التنفيذي وألغت منصب رئيس الوزراء. دخلت التغييرات الدستورية حيز التنفيذ في 1 يناير 1988 وتولى روبرت موغابي الرئاسة. كان للبرلمان المكون من مجلسين في زيمبابوي مجلس نواب منتخب بشكل مباشر ومجلس شيوخ منتخب بشكل غير مباشر، ويتألف جزئيًا من زعماء القبائل. أنشأ الدستور قائمتين منفصلتين للناخبين، أحدهما للأغلبية السوداء الذين حصلوا على 80% من المقاعد في البرلمان، والآخر للبيض والأقليات العرقية الأخرى، مثل الملونين وذوي الأعراق المختلطة والآسيويين، الذين يشغلون نسبة 20% الباقية. عدلت الحكومة الدستور في عام 1986، وألغت قوائم الناخبين واستبدلت المقاعد البيضاء بمقاعد يشغلها أعضاء معينون. انضم العديد من النواب البيض إلى الاتحاد الوطني الأفريقي الزيمبابوي، والذي أعاد تعيينهم بعد ذلك. في عام 1990، ألغت الحكومة مجلس الشيوخ وزادت عضوية مجلس النواب ليشمل أعضاء يرشحهم الرئيس.
أبقى رئيس الوزراء موغابي بيتر وولز، قائد الجيش، في حكومته وجعله مسؤولًا عن دمج الجيش الثوري الشعبي الزيمبابوي وجيش التحرير الوطني الأفريقي في زيمبابوي والجيش الرودسي. أشادت وسائل الإعلام الغربية بجهود موغابي في المصالحة مع الأقلية البيضاء، ولكن سرعان ما بدأ التوتر بالظهور. في 17 مارس 1980، وبعد عدة محاولات اغتيال فاشلة، وجه موغابي سؤاله لوولز قائلًا: «لماذا يحاول رجالك قتلي؟»، أجاب وولز: «لو كانوا رجالي، لكنت ميتًا». أجرت بي بي سي نيوز مقابلة مع وولز في 11 أغسطس 1980. قال لبي بي سي إنه طلب من رئيسة الوزراء البريطانية مارغريت تاتشر إلغاء انتخابات 1980 قبل الإعلان الرسمي عن النتيجة زاعمًا أن موغابي استخدم الترهيب للفوز بالانتخابات. قال وولز إن تاتشر لم ترد على طلبه. في 12 أغسطس، نفى مسؤولو الحكومة البريطانية تهمة عدم الرد، قائلين إن أنتوني داف، نائب حاكم سالزبوري، أخبر وولز في 3 مارس أن تاتشر لن تلغي الانتخابات.
قال وزير الإعلام ناثان شاموياريرا إن الحكومة لن «تصبح أسيرة لدى غير الأسوياء عرقيًا» وأبلغ «كل هؤلاء الأوروبيين الذين لا يقبلون الأمر الجديد بحزم حقائبهم». قال أيضا إن الحكومة تواصل النظر في اتخاذ «إجراءات قانونية أو إدارية» ضد وولز. قال موغابي، بعد عودته من زيارة مع رئيس الولايات المتحدة جيمي كارتر في مدينة نيويورك: «هناك شيء واحد واضح تمامًا - لن يكون لدينا شخصيات غير مخلصة في مجتمعنا». عاد وولز إلى زيمبابوي بعد المقابلة، وقال لبيتر هوثورن من مجلة تايم: «إن البقاء بعيدًا آنذاك كان سيبدو بمثابة اعتراف بالذنب». صاغ موغابي تشريعًا أدى إلى نفي وولز من زيمبابوي مدى الحياة، وانتقل وولز إلى جنوب إفريقيا.
سرعان ما عادت الانقسامات العرقية إلى واجهة السياسات الوطنية. اندلع التوتر بين الاتحاد الأفريقي الشعبي الزيمبابوي والاتحاد الوطني الأفريقي الزيمبابوي، وبدأ نشاط حرب العصابات مرة أخرى في ماتابيليلاند في جنوب غرب زيمبابوي. غادر نكومو (الاتحاد الأفريقي الشعبي الزيمبابوي) إلى المنفى في بريطانيا ولم يعد حتى ضمن موغابي سلامته. في عام 1982، اكتشف مسؤولون أمنيون حكوميون مخابئ كبيرة للأسلحة والذخيرة في ممتلكات خاصة بالاتحاد الأفريقي الشعبي الزيمبابوي، واتهموا نكومو وأتباعه بالتآمر لقلب نظام الحكم. طرد موغابي نكومو وأقرب مساعديه من مجلس الوزراء. غادر سبعة نواب من أعضاء في الجبهة الرودسية، حزب سميث ليصبحوا «مستقلين» في 4 مارس 1982، ما دل على عدم رضاهم عن سياساته. نتيجة لما اعتبروه اضطهادًا لنكومو وحزبه من أنصار الاتحاد الأفريقي الشعبي الزيمبابوي، بدأ الفارون من الجيش حملة انشقاق ضد الحكومة. تمركز هذا الانشقاق في ماتابيليلاند بصورة أساسية، إذ إنه موطن النديبيليين الذين كانوا من المؤيدين الرئيسيين للاتحاد الأفريقي الشعبي الزيمبابوي، واستمر هذا الانشقاق حتى عام 1987. شمل ذلك هجمات على الموظفين والمنشآت الحكومية، ولصوصية مسلحة هدفت إلى زعزعة الأمن والحياة الاقتصادية في المناطق الريفية، ومضايقة أعضاء الاتحاد الوطني الأفريقي الزيمبابوي.
كان الوضع الأمني غير مستتب فور الاستقلال وسادت المشاعر الديمقراطية، أبقت الحكومة على «حالة الطوارئ». منح ذلك الحكومة سلطات واسعة بموجب «قانون الحفاظ على القانون والنظام»، لتتمتع بالحق في احتجاز الأشخاص دون تهمة، واستخدمته بدورها على نطاق واسع. في 1983 إلى 1984، أعلنت الحكومة حظر التجول في مناطق ماتابيليلاند، وأرسلت الجيش في محاولة لقمع أعضاء قبيلة نديبيلي. أسفرت حملة التهدئة، التي عُرفت باسم غوكوراهوندي أي الرياح القوية، عن مقتل ما لا يقل عن 20,000 مدني على يد لواء النخبة الذي دربته كوريا الشمالية، وعُرف في زيمبابوي باسم غوكوراهوندي.
زاد الاتحاد الوطني الأفريقي الزيمبابوي أغلبيته في انتخابات عام 1985، وفاز بـ 67 مقعدًا من أصل 100. نال موغابي فرصة من الأغلبية لإجراء تغييرات على الدستور، وشمل ذلك القوانين المتعلقة باستعادة الأراضي. لم يتوقف القتال حتى توصل موغابي ونكومو إلى اتفاق في ديسمبر 1987، وأصبح الاتحاد الأفريقي الشعبي الزيمبابوي بموجبه جزءًا من الاتحاد الوطني الأفريقي الزيمبابوي، وغيرت الحكومة الدستور ليصبح موغابي أول رئيس تنفيذي للبلاد، وعُين نكومو أحد نائبي الرئيس.